# 河瀬駅前交番警察官射殺事件
河瀬駅前交番警察官射殺事件（かわせえきまえこうばん けいさつかんしゃさつじけん）は、2018年（平成30年）4月11日に滋賀県彦根市南川瀬町にある滋賀県警察彦根警察署河瀬駅前交番で発生した殺人事件。勤務中の警察官（犯行当時19歳巡査、本文中表記X、逮捕後に懲戒免職）が交番内で貸与された拳銃を用い、上司の警察官（事件当時41歳巡査部長、本文中表記A、事件後に警部へ2階級特進）を射殺した。
警察庁によれば、警察官が貸与された拳銃で同僚を射殺した事件は初めてであり、本事件は前代未聞の不祥事として日本社会に大きな衝撃を与えた。

## 事件発覚から検挙まで
加害者の元巡査Xは2017年（平成29年）4月に採用され、2018年1月29日に滋賀県彦根警察署に配属された後に、事件発生まで1か月足らずの2018年3月26日に現場交番に配属されて被害者Aが加害者Xの教育係を務めていた。現場の河瀬駅前交番はJR東海道本線（琵琶湖線）河瀬駅前の商店・住宅が建ち並ぶ地域にある。
加害者Xは被害者Aとともに2018年4月2日・5日・8日・犯行当日の11日と計4回一緒に交番で勤務したが、書類の不正確な記載を訂正するよう指導されたり、パトカーで出動する際に行き方を調べてないことなどを叱責されたりしたことから怒り・鬱憤を募らせるとともに「能力を否定され自尊心を傷付けられた」ように感じた。
交番で2人と一緒に勤務していた20歳代の男性警察官は、被害者Aの生前の人柄について「書類指導は細かく厳しい人だった」、加害者Xのことは「パソコンが苦手だったが、元気であいさつがしっかりしていた」と証言した。その上で当時の2人の様子に関して「Xは事件の9日前（2018年4月2日）に書類作成を巡り被害者Aから12回か13回訂正を求められた。修正は翌日未明の3時までかかり、Xは疲れていた様子だったが『理不尽な指導・暴言・暴力』は一切なかった」と証言した。
滋賀県警察（以下「滋賀県警」または「県警」と略す）によれば事件当日の2018年（平成30年）4月11日は午前8時30分から巡査部長Aおよび巡査Xの2人で勤務しており、加害者Xは被害者Aとともに朝から現場に行き、交番に戻ると被害者Aから行方不明届の作成を指示されたが「できない」と答えて叱責された。これに腹を立てた加害者Xは2018年4月11日午後7時47分ごろ、パソコンで作業していた被害者Aの背後から拳銃を2発発射して銃弾を被害者Aの頭部・背部に命中させて即死させ（殺人罪）、パトカーで逃走して不法に拳銃・実弾3発を所持した（銃砲刀剣類所持等取締法違反）。
交番に設置された防犯カメラに記録された映像によれば2018年4月11日午後7時47分ごろ、机に向かって事務作業中だったAに対しXが背後から突然頭部に発砲した。Xはさらに1発をAの背中を撃った。Aが前方に倒れた直後、Xは正面のドアから交番を出て交番に配備されていたパトロールカーで逃亡した。
Xは事件10分後にATMを使用して預金を引き出した。それを裏付ける目撃証言として、事件発生時間帯に交番付近を通りかかった女性は「Xとみられる制服を着た男性警察官が交番から約250m離れたコンビニエンスストアに立ち寄り、そのコンビニに設置された現金自動預け払い機（ATM）を使用する姿を目撃した」と証言した上、コンビニ駐車場にはパトカーが駐車されていた。ATMの出金限度額は50万円だったがXが引き出した金額も50万円だった上、後述のように身柄を確保された際の所持金も約50万円だった。Xはこの他にコンビニでたばこ2箱・ライター1個を購入したが、これらの物品は身柄を確保された際には所持していなかった。
同日午後8時15分ごろ、滋賀県愛知郡愛荘町在住の住民から「パトカーが田んぼに突っ込んでいる」と所轄の東近江警察署に通報があった。
東近江警察署捜査員が確認したところ、そのパトカーは現場交番配備の車両であることが判明した。そのため、連絡を受けた彦根署員が交番に向かったところ、交番内で被害者巡査部長Aが後頭部・背中からそれぞれ血を流して倒れているのを発見して「人が倒れている」と119番通報した。
Aは彦根市内の病院に救急搬送されたが間もなく死亡が確認された。死因は司法解剖の結果「頭部を銃撃されたことによる即死」（脳幹部損傷）だったことが判明した。
傷が銃で撃たれた様なもの（銃創）だったことに加え、同じ交番に勤務しているはずの巡査Xが行方不明になっていたことから滋賀県警は「XがAを射殺し、その後逃走した可能性が高い」と判断して殺人事件として捜査を開始した。Xは身柄を確保される約15分前に携帯電話で親と会話していた。
被疑者Xは翌12日未明、愛荘町内の近江鉄道本線の線路上を制服姿で歩いていたところを捜査員に発見され、殺人容疑で身柄を確保された。被疑者巡査Xは抵抗することなく身柄を確保され、同日5時30分ごろに殺人容疑で逮捕された。Xは逮捕された当時は制服姿のままで、現金約50万円が入った財布・携帯電話を所持していた。
巡査Xが「拳銃を田んぼに捨てた」と供述したことを受けて滋賀県警は「第三者に拾われたら危険だ」としてその捜索のために警察官を大量投入し、午前7時になって残り3発の実弾が装填された拳銃がベルト・手錠・警棒とともに同県犬上郡豊郷町内の田んぼに放棄されているのが発見された。拳銃にはもともと計5発の銃弾が装填されていたが、発見時点で残っていた銃弾が3発だったため「5発のうち2発がAに向けて発砲された」とされる。

## 初動捜査
被疑者・巡査Xは犯行後に交番の扉・窓をいずれも完全に施錠した上で逃亡していた。
Xは身柄を確保された際には「Aから罵倒されたから撃った」と供述したが、交番内の防犯カメラ映像には「Xが罵倒されるような映像」は記録されていなかった。また滋賀県警は12日付発表で「2人の間にトラブルは確認されなかった」と説明した。
滋賀県警は2018年4月18日付で被疑者巡査Xを殺人容疑で大津地方検察庁に送致した。
また、Xが事件直後にATMから出金限度額の50万円を引き出したことについて、滋賀県警は「犯行は突発的なもので、あわてて逃走資金を用意しようとしたのではないか」とみて調べた。
滋賀県警は2018年4月23日に「被害者・巡査部長Aを事件当日の11日付で2階級特進により警部に昇任させた」と発表した。

## 少年審判・起訴
大津地方検察庁は2018年5月2日に殺人・銃砲刀剣類所持等取締法違反（発射、加重所持）の各容疑で被疑者巡査Xを大津家庭裁判所に送致した。大津家庭裁判所は2018年5月15日までの観護措置と少年審判開始を決定し、滋賀県警は同日付で被疑者巡査Xを懲戒免職とした。被疑者Xはこの時までに県警の取り調べに対し動機に関して「被害者Aから嫌がらせを受けていると感じた」と供述した一方で反省の念を述べ「いつか被害者Aの遺族に直接謝罪したい」とも供述した。
2018年5月10日付で大津家裁は観護措置期限を2018年5月29日まで2週間にわたり延長することを決定した。
少年法に基づき非公開の少年審判を開いた後、大津家裁（加藤靖之裁判官）は2018年5月24日に殺人・銃刀法違反（発射、加重所持）の各容疑で被疑者の元巡査Xを「刑事処分相当」として大津地検に検察官送致（逆送致）する決定をした。被疑者・元巡査Xは動機に関して「被害者Aからの指導・扱いに不満・不遇感を持っており『Aから両親を侮辱された』と感じた」と供述しており、決定理由にはその旨が言及された。
逆送致を受けて大津地検は犯行様態・取り調べ状況・大津家裁の調査結果などから「刑事責任を問える」と判断して鑑定留置を行わず、2018年6月1日に被疑者元巡査Xを殺人・銃刀法違反の各罪状で大津地方裁判所に起訴した。

## 刑事裁判

### 第一審・大津地裁

#### 公判前整理手続
大津地方裁判所で裁判員裁判により開かれる公判を控えて2018年7月から公判前整理手続が4回開かれていたが、大津地裁は2018年11月13日までに被告人・元巡査Xの精神鑑定を認める決定をした。この精神鑑定は被告人Xの弁護人側からの請求によるものだった。
大津地裁は2018年12月5日までに公判予定を「翌2019年（平成31年）1月30日に初公判を開き、5回の審理を経て2019年2月8日に判決を言い渡す」と決めた。

#### 公判
大津地裁における本事件の事件番号は平成30年（わ）第235号（殺人，銃砲刀剣類所持等取締法違反事件）で同地裁21号法廷にて開廷された。少年犯罪であることから公判は被告人・元巡査Xの実名を伏せて進められた。
2019年1月30日に大津地裁（伊藤寛樹裁判長）で初公判が開かれ、被告人・元巡査Xは罪状認否にて起訴事実を認めた
。
- 検察官は冒頭陳述で犯行までの経緯を明らかにした上で[14]、「被害者Aの厳格な指導に怒りを爆発させた末の犯行ではあるが、犯行後に交番を施錠したり着ていた制服を捨てたりするなど『犯行発覚を遅らせる工作』をしていたことから責任能力に問題はなかった」と主張した[18]。
- 一方で弁護人は冒頭陳述で「犯行当時は心神耗弱状態だった。現在の被告人Xは犯行を深く後悔・反省している」と主張して量刑の軽減を求めた[18]。

翌日（2019年1月31日）に開かれた第2回公判では被告人質問が行われ、被告人・元巡査Xは犯行時の心境を「被害者・巡査部長Aから犯行直前に両親を侮辱されたことで『この人が死んだら楽になれる、撃ったら楽になれる』と考えて犯行に及んだ。躊躇・罪悪感は全くなかった」と述べた。
- また当時の状況に関して「被害者Aから何度も書類の訂正を求められたことで『自分は警察官としての質が低いのではないのか？』と落ち込んだ」と証言した[50]。
- その上で被告人Xは「犯行後は自殺しようと逃走したが、電話で父親に説得され思いとどまった」と証言した[51]。
- また元巡査Xの母親は証人尋問にて「逃走中の息子から電話で『ごめん、死ぬ（自殺する）。両親のことまで非難されてどうにもならなかった』と伝えられた。息子とは日常的にやりとりしていたが悩んでいることには気が付かなかった」と証言した[49]。

2019年2月1日に開かれた第3回公判では証人尋問が行われ、被告人・元巡査Xの精神鑑定を実施した鑑定人2人（臨床心理士・精神科医）が出廷した。
- 被告人Xの犯行時の精神状態に関して精神科医は「（Xは）被害者Aからの指導に対するストレスなどから衝動を抑える能力が低下していた」と証言した一方で「善悪の判断能力が失われていたかまではわからない。反社会的な人格障害・幻覚・妄想は認められなかった」と証言した[52]。
- また臨床心理士は[52]「Xは犯行当時『被害者Aを撃ったら楽になれる』としか考えられない意識狭窄の状態だった」などと証言した一方[54]、「物事の善悪を判断する能力はあった」ことを明言した[52]。

2019年2月4日に開かれた第4回公判にて論告求刑が行われ、検察側（大津地検）は被告人Xに懲役25年を求刑した。
- 検察側は論告で「犯行後に交番を施錠するなど合理的な行動をとっていることから完全な責任能力が認められ、自己中心的な動機のために人命を奪った犯行に酌量の余地はない」と指弾した[55]。また「現職警察官が貸与された拳銃で殺人をしたことは強い非難に値する。事件当時未成年だったことも有利な事情にはならず、銃を使った殺人事案の中でも重い量刑が科されるべきだ」と主張した[57]。
- 一方で被告人Xの弁護人は最終弁論で「犯行当時の被告人Xは適応障害で判断力が低下しており、両親を侮辱されたことをきっかけに『Aが死ねば楽になる』としか考えられない意識狭窄状態（＝心神耗弱状態）になっていた」と主張して量刑の軽減を求めた[55]。また情状面に関しても「（犯行当時は）19歳と若く自分の気持ちに折り合いをつけることができなかった。犯行後は自殺を考えるほど自責の念があった」と主張した[57]。
- また滋賀県の現職警察官で巡査部長Aの妻が被害者参加制度を利用して出廷し「夫が元巡査の両親を侮辱したことを前提に裁判が続いている状態がつらい。被告人Xに対しては『許せない』の一言しかない」と述べて厳罰を求めた[58]。被告人・元巡査Xは最終意見陳述で「本当に申し訳ない」と述べ[58]、被害者の妻に初めて謝罪した[8]。

2019年2月8日に判決公判が開かれ、大津地裁（伊藤寛樹裁判長）は被告人・元巡査Xに懲役22年の判決（求刑・懲役25年）を言い渡した。
- 判決理由にて大津地裁は犯行を「公の信託を受けて例外的に拳銃の携帯を許されている警察官が、社会を揺るがせる不正な拳銃使用に及んだ」と非難した[60]。
  - また弁護人が主張した「心神耗弱」の主張に対しては以下のように退けて完全な責任能力を認定した[60][59]。
    - 「防犯カメラの映像を確認すれば攻撃を直ちにしていない。このことから警察官が拳銃を発射することの重大性を認識していることがわかり、『適応障害などが犯行に強く影響した』との疑いを入れる余地はない」[43][59]
- その一方で大津地裁は「異例の言及」として滋賀県警の新人警察官育成方法に関して「被害者が熱意を持って指導してもその思いがうまく被告人に伝わらず、被告人が感情を鬱憤させて犯行に至った側面もある」として再検討を促したほか[60][59]、問題点として「未熟な警察官が拳銃を携帯していること」を指摘した[59]

判決後に裁判員2人・補充裁判員1人の計3人が大津地裁で会見して「（警察官が警察官を射殺した本事件は）過去に比較できる事例がなく非常に難しかった」と感想を述べ、うち裁判員1人は「『警官とはいえ警察学校を10か月で卒業したばかりの未熟な少年に拳銃を持たせることは正直どうなのか』と思った」と言及した。
被告人・元巡査Xの弁護人は控訴期限となる2019年2月22日までに大阪高等裁判所へ控訴するための控訴状を大津地裁に提出しなかったため、2019年2月23日付で懲役22年判決が確定した。

## 加害者Xの人物像
加害者・元巡査Xは高校を卒業後の2017年4月に滋賀県警に採用された。
Xは滋賀県警察学校で教育を受けた後、2018年1月29日付で滋賀県彦根警察署地域課に配属され、事件発生の16日前となる同年3月26日に教育係の巡査部長Aとともに河瀬駅前交番の勤務となったばかりだった。事件発生時点でXはAと5回一緒に勤務しただけで、約1カ月後には県警察学校に再入校する予定だった。
巡査は高校時代、警察官を一筋に目指していた。その人柄について出身高校の野球部監督は「後輩思いで練習も休まず参加するまじめな子だった。警察官に合格したときは『頑張っていきます』と言って本当にうれしそうだった。大学に進学して野球を続けることを勧めたが、警察官一筋だった。ただただ驚いている」と心境を語った。

## 滋賀県警の対応
前述の通り被疑者巡査Xは犯行当時19歳少年であるため、少年法第61条の規定により「氏名・容貌を推測させる情報を報道することが禁止されている」という報道がある。しかし少年法によってそのプライバシーが保護されているのは「家庭裁判所の審判に付された少年又は少年のとき犯した罪により公訴を提起された者」であり、被疑段階の少年の実名報道は禁止されていないが、被疑段階であっても実名を捜査機関が公表しないことが実務上は慣例化していた。
「現職警察官が拳銃により凶悪事件を起こした上に凶器の拳銃を持ったまま逃亡した」重大性から、滋賀県警は事件当日の午後11時過ぎに「県民の不安を解消するため」として異例となる被疑者Xの実名公表に踏み切った。
翌12日午前0時半ごろになって滋賀県警は顔写真を提供したほか、直後の広報文でも実名を発表した。
その後、滋賀県警は午前1時55分ごろに身柄確保の広報文を発表した際には匿名発表に切り替えた上で報道機関宛の広報文でも実名報道を控えるように呼び掛けた。
事件を受けて滋賀県警・警察庁の幹部はそれぞれ以下のようにコメントした。
- 滋賀県警察本部警務部長・武田一志警視正は2018年4月12日朝の記者会見で「警察官が貸与された拳銃を使用して殺人事件を起こしたことは極めて遺憾。職員については捜査状況を踏まえ、厳正に対処する」と陳謝した[69]。
- 同日、警察庁・栗生俊一長官は記者会見で「事件は極めて遺憾だ。滋賀県警の捜査結果を踏まえ、厳正に対処するとともに、規律高い組織の構築に努めたい」と述べた[70]。
- 滋賀県警察本部長・鎌田徹郎警視長は2018年4月20日の定例記者会見で、同県警トップとして事件について初めて見解を示し「極めて遺憾。被害者Aやその遺族はもとより、滋賀県民の皆さまに深くおわび申し上げる」、「捜査、調査を進め、結果を踏まえ厳正に対処する」とコメントした[71]。

また、事件発生以降は彦根署・滋賀県警監察官室・警察学校に対し「拳銃は何のために与えられているのか」「税金で働いているのに何をしている」「若手の教育を徹底してほしい」など、抗議などの電話が約640件寄せられた。
なお『京都新聞』（京都新聞社）は2018年5月14日付記事で「滋賀県警によれば被疑者Xは成績・勤務態度に『問題はなかった』とされるが警察学校などで適性を見抜けなかったのだろうか?」などと指摘した上で、翌15日付記事で「警察官とはいえ精神的に未熟さが残る未成年者への拳銃貸与は妥当なのか」などとして問題を提起する記事を掲載した。
2018年7月19日に滋賀県警察本部（大津市打出浜）にて被害者・巡査部長A（警部へ2階級特進）の警察葬を営んだ。

## 報道機関の対応
滋賀県警による前述の実名発表を受け、一部の報道機関は身柄確保まで一時的に実名報道を行った（後述）。
その後、身柄が確保されると順次匿名報道に切り替えたが、一部週刊誌はXの実名を掲載した。
- 『朝日新聞』（朝日新聞社）は「拳銃を持ったまま逃走していた可能性があり、県警が住民に注意を呼びかけていた」ため、身柄確保までの間は関西地方の一部地域などで紙面にてXの実名・顔写真を掲載したが[68]、インターネット上の記事（朝日新聞デジタル）では匿名報道とした[75]。身柄確保後は紙面も匿名報道に切り替え、顔写真の使用をやめた[68]。
- 『読売新聞』（読売新聞社）は一部地域向け紙面でXの実名・顔写真を掲載したほか[68]インターネット上記事（YOMIURI ONLINE）でも実名・顔写真を報道したが[75]、身柄確保後はいずれも匿名報道に切り替えた上で実名報道をやめた[68]。
- 日本放送協会（NHK）は2018年4月12日午前1時に放送されたニュースで被疑者Xの実名・顔写真を報道したが[76][68]、身柄確保を伝えたニュース以降は匿名に切り替え顔写真も出さなかった[68]。
- 時事通信社はインターネット上のニュースで実名を掲載したほか[77]、『京都新聞』（京都新聞社）では「顔写真も掲載した」と報道されている[75]。
- 『京都新聞』（京都新聞社）は「市民に危害を加える可能性があり、少年の保護より社会的利益が優先する事案と判断」してインターネット上の配信記事で午前1時40分前後に一時的に実名報道したが、朝刊紙面記事は締め切り前に巡査の身柄確保を確認できたため匿名を維持した[75]。
- その一方で『毎日新聞』（毎日新聞社）・『産経新聞』（産業経済新聞社）・『日本経済新聞』（日本経済新聞社）の各紙は一貫して匿名で報道し顔写真も掲載しなかった[68]。『毎日新聞』はこの件に関して「総合的に判断した」と回答している[68]。なお共同通信社・『中日新聞』（中日新聞社）は実名報道を行う予定だったが、その前に身柄が確保されたため結果的に最初から匿名で報道した[75]。

日本弁護士連合会（日弁連）は2018年4月20日付の声明で「被疑者の少年が事件直後に拳銃を所持して逃亡していた際は別途の考慮が必要だったとしても、逮捕後も一部の週刊誌が実名・顔写真を掲載した」ことを批判した上で、報道機関に対し「今後は同様の報道を行わないこと」を要請した。